# Xã Quincy, Quận Houghton, Michigan
Xã Quincy (tiếng Anh: Quincy Township) là một xã thuộc quận Houghton, tiểu bang Michigan, Hoa Kỳ. Năm 2010, dân số của xã này là 270 người.